# روتوگراور
روتوگراور (به اختصار روتو یا گراور) یک نوع فرایند چاپ اینتاگلیو است که شامل حکاکی تصویر بر روی یک حامل تصویر است.  در چاپ گراور، تصویر بر روی یک سیلندر حک شده‌است، مانند چاپ افست و فلکسوگرافی، از چاپ دوار استفاده می‌کند. فرایند گراور برای مصارفی همچون چاپ‌های تبلیغاتی، مجلات، کارت‌های پستال، کارتن‌های فلوت دار (corrugated) و سایر بسته بندی‌ها استفاده می‌شود.

## تاریخچه و توسعه
در قرن نوزدهم، تعدادی از تحولات در عکاسی باعث ساخت صفحات فلزی چاپی عکس‌ها شد.  WH Fox Talbot در سال ۱۸۵۲ اشاره به استفاده از یکپارچه در فرایند عکاسی برای ایجاد نیم سایه‌ها در فرایند عکاسی می‌کند. : 19–21   یک اختراع فرانسوی ثبت شده در سال ۱۸۶۰ یک چاپ گراور تغذیه رول را نشان می‌دهد. : 22   همکاری بین Klic و Fawcett در لنکستر انگلستان، در سال ۱۸۹۵، موجب تأسیس شرکت چاپ اینتاگلیو رامبراند شد که این شرکت تولید نقاشی‌های هنری را آغاز کرد. در سال ۱۹۰۶ نخستین نسخه چاپی چند رنگی را به بازار عرضه کردند. : 30–50 
در سال ۱۹۱۲ Messrs Bruckman در مونیخ پروفی (نمونه چاپی) برای تمبرهای پستی باواریا تهیه کرد که در نهایت در سال ۱۹۱۴ تولید شد. همچنین در سال ۱۹۱۲، ضمیمه‌های روزنامه‌ها توسط چاپ گراور تغذیه رول در لندن و برلین چاپ شد.( The Illustrated London News و Der Weltspiegel)  : 128 
آهنگ ایروینگ برلین [./https://en.wikipedia.org/wiki/Easter_Parade_(song) Easter Parade] طور خاص به این نوع ضمیمه‌ها اشاره می‌کند: "the photographers will snap us, and you'll find that you're in the rotogravure" (بخش از متن شعر آهنگ اشاره شده).  و آهنگ " Hooray for Hollywood " حاوی این خط "…armed with photos from local rotos"  است و با اشاره به هنرپیشه‌های جوان که امیدوارند در صنعت فیلم سازی آن را بسازند. در سال ۱۹۷۶، گروه Beatle Ringo Starr آلبومی با عنوان [./https://en.wikipedia.org/wiki/Ringo%27s_Rotogravure Ringo's Rotogravure] منتشر کرد .
در سال ۱۹۳۲، جورج گالوپ در یک مطالعه با نام "بررسی علاقه خواننده به بخش های مختلف روزنامه های روز یکشنبه برای تعیین ارزش نسبی روتوگراور به عنوان یک رسانه تبلیغاتی" دریافت که صفحات چاپ شده با روتوگراور به‌طور گسترده خوانده شده و تبلیغات سه بار بیشتر نسبت به سایر بخش‌ها دیده شده‌است.
گراور یکی از چندین تکنیک چاپ است که به‌طور فعال در زمینه جدید چاپ قطعات الکترونیک مورد استفاده قرار می‌گیرد.

## فرایند و اجزاء
در چاپ مستقیم روتوگراور، مرکب به‌طور مستقیم به سیلندر حکاکی شد اعمال می‌شود و از سیلندر به سطح چاپ شونده منتقل می‌گردد. یک واحد چاپ شامل بخش‌های زیر است: 
- یک نورد حکاکی شده (سیلندر گراور) که پیرامون این سیلندر می‌تواند به تناسب طرح و نیاز متغیر باشد.
- مرکبدان (تشتک مرکب)
- یک واحد تیغه دار (یا دکتر بلید)
- نورد فشار (یا نورد چاپ)
- واحد خشک کن

در فرایندهای چاپ غیرمستقیم روتوگراور، نورد حکاکی شده مرکب را به سطح یک سیلندر واسط منتقل می‌کند و سپس نورد واسط آن را به سطح چاپ شونده منتقل می‌کند.

### سیلندر حکاکی شده
گام اول در روتوگراور ساخت یک سیلندر حکاکی شده از تصاویر  که باید چاپ شوند است: فرایند حکاکی روی سطوح سیلندر سلول‌هایی ایجاد می‌کند که برای انتقال مرکب به سطح چاپ شونده مورد استفاده قرار می‌گیرند.  از آنجا که مقدار مرکب موجود در سلول‌های سیلندر با شدت رنگ‌های مختلف بر روی کاغذ مطابقت دارد، ابعاد سلول‌ها باید با دقت تعیین شود: سلول‌های عمیق تر یا بزرگتر رنگ‌های شدیدتری تولید می‌کنند، در حالی که سلول‌های کوچکتر بلعکس.  سه روش برای حکاکی سیلندرهای گراور استفاده شده‌اند وجود دارد، در شرایطی که اندازه سلول‌ها یکنواخت یا متغیر هستند. 
| روش                                  | سایز سلول | عمق سلول |
| ------------------------------------ | --------- | -------- |
| متداول (سنتی)                        | یکسان     | متغیر    |
| "Two positive" or "Lateral hard dot" | متغیر     | متغیر    |
| انتقال مستقیم                        | متغیر     | یکسان    |

سیلندرهای گراور معمولاً از جنس فولاد ساخته شده و با مس روکش یا آبکاری می‌شوند، هرچند مواد دیگر مانند سرامیک نیز می‌توانند استفاده شوند. سلول ترام‌های با کیفیت از حکاکی به لیزر، مته الماس و یا روش‌های اسید کاری به وجود می آید. در روش اسید کاری تصویر مورد نظر به صورت نگاتیو به سیلندر انتقاا داده می‌شود. پس از اسیدکاری، باید مقاومت در برابر خراش در نظر گرفته شود. این عمل مشابه ساخت تخته‌های مدار چاپی است. پس از حکاکی، سیلندر مورد آزمایش قرار می‌گیرد (چاپ پروف)، و در صورت لزوم مجدد ساخته می‌شود، و سپس آبکاری کروم برای بالابردن مقاوت سلول‌ها انجام می‌گیرد.

### فرایندها
در زمانی که ماشین چاپ در حال کار است، سیلندر حکاکی شده  در مرکبدان غوطه ور است و این عمل باعث تغذیه سلول‌ها می‌شود. تیغه دکتر بلید از رسیدن مرکب اضافی به سطوح غیرچاپی و انتقال آن به سطح چاپ شونده جلوگیری می‌کند. زاویه و یا موقعیت تیغه به تناسب کاربرد قابل تغییر است.
در مرجله بعد، سطح چاپ شونده مابین سیلندر حکاکی شده و سیلندر فشار با همان سیلندر چاپ درگیر است و این جایی است که مرکب به سطح رول منتقل می‌شود. اعمال فشار از سمت سیلندر چاپ برای این منظور است که تمام سطح چاپ شونده به صورت یکنواخت با سیلندر حکاکی شده در ارتباط باشد.
هنگام تماس این دو سطح، بخشی از مرکب داخل سلول‌ها (با توجه به نیروی کشش سطحی مرکب) بروی سطح رول منتقل می‌شود.
این انتقال مرکب در هر واحد که منجر به چاپ یک رنگ می‌شود قبل از رسیدن به واحد بعدی باید کاملاً خشک شده باشد، پس در هر واحد پس از انتقال مرکب و قبل از واحد بعدی رول از داخل خشک کن عبود خواهد کرد. 

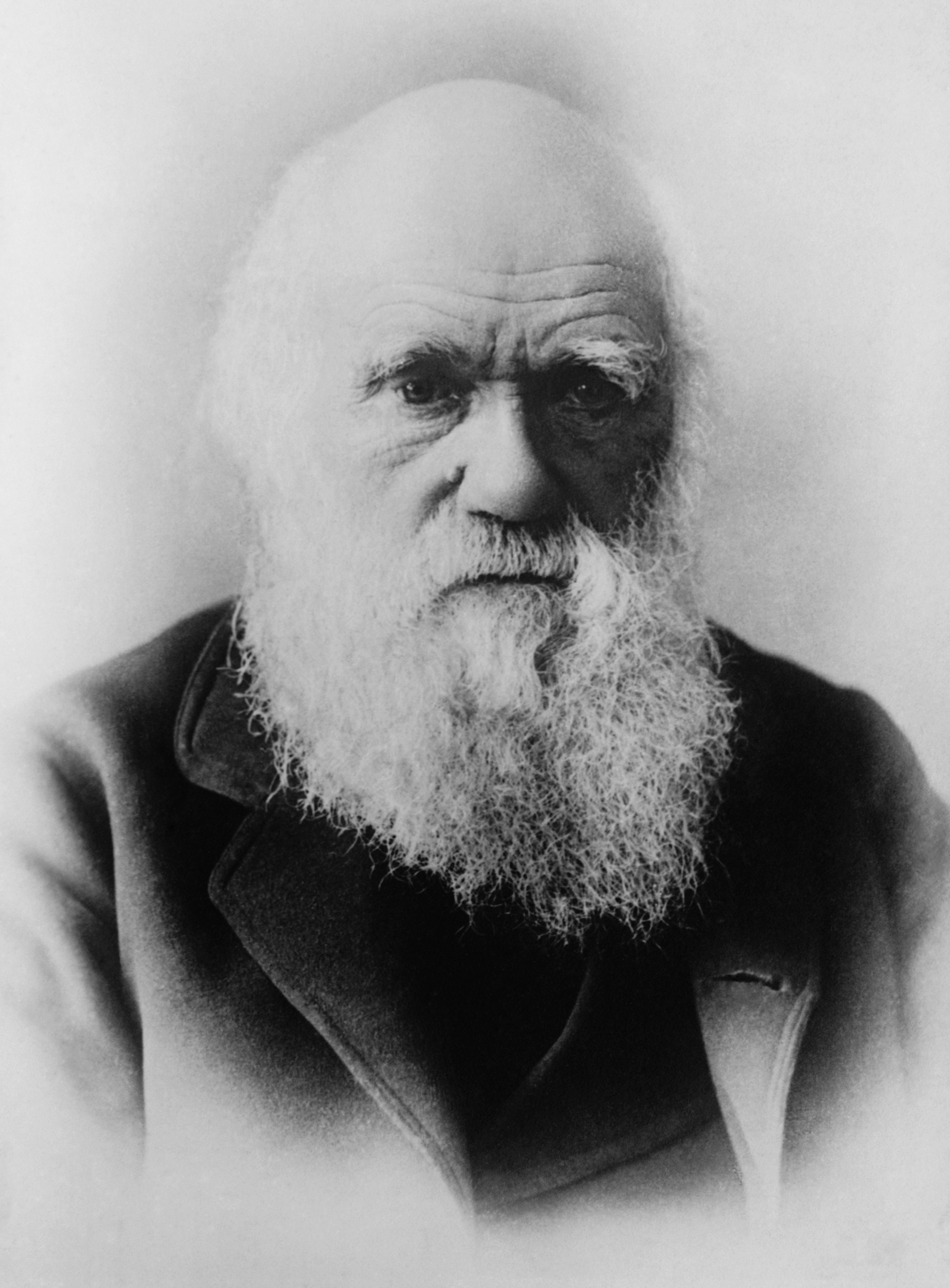
پرتره (با چاپ روتوگراور) از چارلز داروین ، ج. ۱۸۸۰

در چاپ روتوگراور مانند فلکسو و افست برای هر رنگ یک واحد چاپ گراور خواهیم داشت، پس برای چاپ CMYK باید چهار واحد برای رنگ‌های سایان، مژنتا، زرد و مشکی (key color) خواهیم داشت.
اما تعداد رنگ‌ها ماشین چاپ به تعداد رنگ مورد نیاز برای تولید تصویر مورد نظر بستگی دارد.

## امکانات
در روش گراور نسبت انتقال مرکب به سطح چاپ شونده بیشتر از سایر شیوه‌های چاپی است، پس باید چگالی و ویسکوزیته مرکب مشخص شود.
یک نقص که به گراور گرفته می‌شود، این است که تمام المان‌ها، نوشتار یا تمپلات‌ها همه ترام‌ها به صورت یک سلول در سیلندر حکاکی شده که با چشم غیر مسلح قابل مشاهده است. در واقع باعث رنجه دیده شدن خطوط کناری هر المان می‌شود.
گراور یک فرایند چاپ صنعتی با کیفیت بسیار بالاست،از انجایی که برای هر رنگ مورد نظر در چاپ باید یک سیلندر ساخته شود، این چاپ برای تیراژهای پایین صرفه اقتصادی نخواهد داشت و به‌طور معمول برای سفارش‌هایی با تیراژهای بالا مورد استفاده قرار می‌گیرد. به‌طور عمداً برای چاپ مجلات با تیراژ ۱ میلیون نسخه، کاتالوگ، روزنامه، کاغذ دیواری، انواع لفاف‌های بسته‌بندی و غیره بکار برده می‌شود.
یکی از پرمصرف‌ترین موارد از گراور در لفاف‌های پلیمری بسته‌بندی است. چاپ بروی طیف وسیعی از لفاف‌های پلی اتلین، پلی پروپیلن، پلی استر،BOPP و غیره. با روتوگراور می‌توان بروی این سطوح چاپ کرد و گراور یکی از پرکاربردترین روش‌ها در صنایع بسته‌بندی به‌شمار می آید.
روتوگراور در چاپ نشریات با سرعت حدود ۱۴ متر در هر ثانیه با رول‌های کاغذی به عرض ۳ متر اجرای می‌شود و این برای یک ماشین هشت رنگ یعنی چاپ و تولید هفت میلیون صفحه چهار رنگ در ساعت است.
اکثر ماشین‌های گراور موجود به صورت تغذیه رول هستند که به web (=به معنای رول) هم شناخته می‌شود. از کاغذ تا سایر سطوح چاپ شونده، به‌طور معمول گراورهای تغذیه ورق بازار کوچکتری دارند.
گراور بیشترین راندمان در تولید را در سرعت و عرض رول دارد. و در نهایت با استفاده از ماشین‌های برش (sliter) رول‌ها به بخش‌های کوچکتری تقسیم می‌شوند. در چاپ نشریات ممکن است عملیات تکمیلی مانند صحافی منگنه و ... به صورت در خط انجام بگیرد.

### مزایا
فرایند چاپ گراور یکی از پرطرفدارترین فرایندهای چاپ در بسته بندی‌های منعطف است، زیرا توانایی چاپ بروی سطوحی همچون پلی استر، OPP، نایلون، پلی اتیلن در ضحامت‌های گوناگون از ۱۰ تا ۳۰ میکرون را داراست.
سایر توانایی‌ها شامل: 
- گراور می‌تواند بدون افت کیفیت در تیراژ بالا تولید شود
- چاپ و بازتولید تصویر با کیفیت بالا
- هزینه‌های کم تولید در تیراژهای بالا

### معایب
کاستی‌ها و نواقص این چاپ عبارتند از: 
- هزینه‌های بالای چاپ، حتماً باید چاپ در تیراژهای بالا انجام شود تا صرفه اقتصادی داشته باشد.
- وجود سلول در  لبه خطوط و متن‌ها
- زمان بالای ساخت سیلندر که در مقایسه با چاپ افست زمان بیشتر و تخصص بیشتری لازم است.

## مقالات ترجمه شده درباره گراور
- ترجمه بخشی از مقاله (Waste management in a typical Chinese gravure plate-making industry ) یا مدیریت پسماند صنعتی در صنعت نوردسازی روتوگراور [۳] دربارهٔ فرایند سازی در تولیدپاک CPA:

مدیریت مواد پسماند (زباله‌های صنعتی) و اصلاح فرایند تولید (CPA: اصلاح فرایند تولید یک پیشگری است، ابتکار شرکت ها برای حفاظت از محیط زیست؛ با اصلاح فرایند تولید و انجام اقدامات اولیه مناسب علاوه بر این که بهره وری و خروجی محصول افزایش می یابد، تولید زباله های صنعتی به حداقل خواهد رسید.)
هر دو نقش بسیار مهمی در کاهش مصرف انرژی، آب و مواد خام و اجتناب از تولید زباله ایفا می‌کنند. از طریق بررسی نوعی صنعت ساخت سیلندرگراور در تیانجین کشور چین، مدیریت زباله‌ها و بازرسی اصلاح فرایند تولید (CPA) متوجه دستاورد مهمی برای اصلاح فرایند شدند. در این فرایند مدیریت پسماند صنعتی ۳ نوآوری عمده فنی ارائه و در این شرکت به کار گرفته شده‌است. از طریق دوره ابتدایی و بازرسی اصلاح فرایند می‌توان در طی یک سال مبلغ ۰/۶۸ میلیون دلار می‌توان صرفه جویی کرد.
به هر حال، مقرون به صرفه بودن برنامه‌های پیشنهاد شده به جای روش‌های سنتی بدیهی است و این پیشرفت بسیار مهمی برای سایر فرایندهای فنی جدید ساخت نوردهای چاپ روتوگراور در چین است.

## همچنین نگاه کنید
- فلکسوگرافی
- چاپ آفست
- Photogravure
- رول برش
- مطبوعات روتاری

## یادداشت
<references group="" responsive="">
1. 1 2 3 4  Lilien, Otto M (1972). 'History of Industrial Gravure Printing up to 1920'. Lund Humphries London.
2. ↑  «نسخه آرشیو شده». بایگانی‌شده از اصلی در ۳ آوریل ۲۰۱۹. دریافت‌شده در ۳ آوریل ۲۰۱۹.
3. ↑  Zhu, Dandan; Yang, Shanshan; Zhan, Sihui; Yu, Hongbing; Yang, Yang; Li, Yi (2014-11). "Waste management in a typical Chinese gravure plate-making industry". Environmental Nanotechnology, Monitoring & Management. 1–2: 50–56. doi:10.1016/j.enmm.2014.07.002. ISSN 2215-1532. {{cite journal}}: Check date values in: |date= (help)

۴. ترجمه مقاله مدیریت پسماند صنعتی در صنعت نوردسازی روتوگراور ، نوشته: Dandan Zhu, Shanshan Yang, Sihui Zhana, Hongbing Yu, Yang Yang, Yi Li ترجمه: کامیاب کاویانی کارشناس گرافیک و طراحی (چاپ فلکسوگرافی و روتوگراور)